# Џил Тели
Џил Тели (енгл. Jill Talley) је америчка глумица и комичарка. Она је једна од  главних глумица у анимираној серији Сунђер Боб Коцкалоне у којој даје глас Карен Планктон. Њене остале гласовне улоге су Сара Дубоа у анимираном ситкому The Boondocks и Рита Буку у серији Кућа Бука. Удата је за Тома Кенија, колегу из Сунђер Боба Коцкалонеа.

## Рани живот
Џил Тели је рођена у Чикагу, у Илиноису. Завршила је средњу школу Кенеди 1981. године.
Џил Тeли је први пут упознала Тома Кенија 1992. године. Данас имају двоје деце, Мека (р. 1997) и Нору (р. 2003).

## Реферeнце
1. ↑  „Voice of SpongeBob joins new Fox cartoon series”. The Providence Journal. 25. 4. 2009. Архивирано из оригинала 29. 6. 2011. г. Приступљено 18. 9. 2009.
2. ↑  Woulfe, Molly (15. 7. 2005). „Jill Talley: She's ready to 'Sponge' off the Cubbies”. The Times of Northwest Indiana. Архивирано из оригинала 26. 6. 2021. г.
3. ↑  Shelton, Jill Talley; Scullin, Michael K.; Hacker, Jessica Y. (2019-05-21), The multiprocess framework, Routledge, стр. 10—26, ISBN 978-1-351-00015-4, Приступљено 2024-09-13